# 中華民國海軍新兵訓練中心
海軍新兵訓練中心，是中華民國海軍專門執行新兵訓練的機關，在海軍內部簡稱新訓中心，位於海軍左營基地內，隸屬海軍教育訓練暨準則發展指揮部，任務為使新兵瞭解海軍艦艇生活及艦艇共同性技能。大門設於海軍左營基地中海路。

## 歷史
1948年（民國37年），「海軍軍事學校」建校於海軍左營基地。1955年（民國44年）8月1日，海軍軍事學校奉令更名為「海軍士官學校」。1971年（民國60年）4月1日，配合海軍教育訓練體制改革方案，海軍士官學校改編為「海軍新兵訓練中心」，隸屬海軍艦隊訓練指揮部（海軍教育訓練暨準則發展指揮部前身）。

## 徽章
海軍新兵訓練中心徽章簡介：
1. 外環纜繩圓環，代表團結一致。
2. 藍底白海錨，代表藍天白雲與海軍相伴，傳統精神綿延不絕。
3. 紅白藍三色盾形紋，象徵海軍長旒旗迎風飄揚，精神抖擻。
4. 正中央雙環代表學兵軍階二等兵，重疊以V字代表為海軍紮根、為海軍勝利而努力。
5. 正上方中華民國國旗代表捍衛中華民國，為自由民主而戰。

## 組織

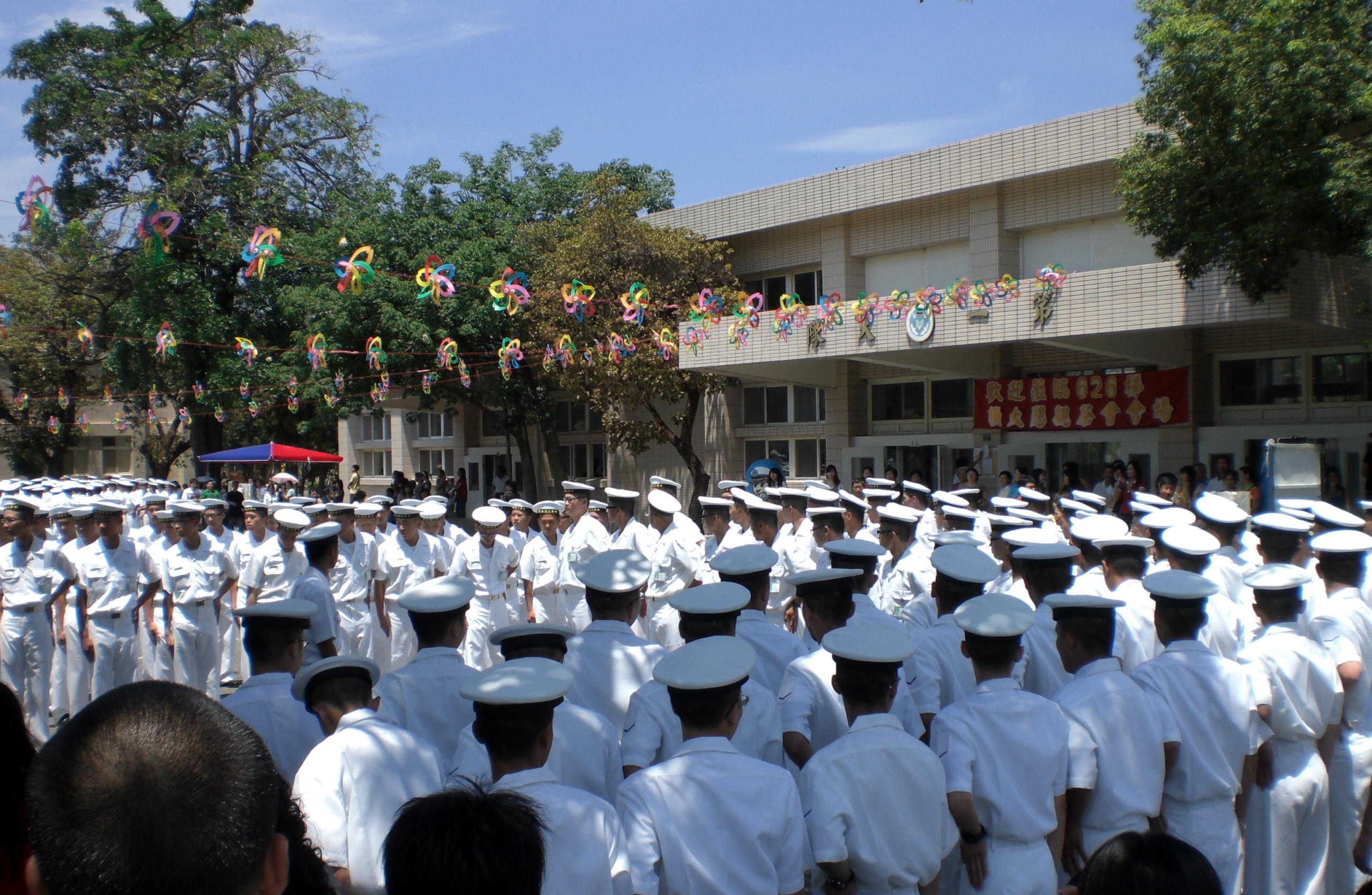
海軍新兵訓練中心626梯「擴大懇親茶會」（簡稱「大懇」），新兵第一大隊各中隊於第一大隊餐廳前廣場集合點名

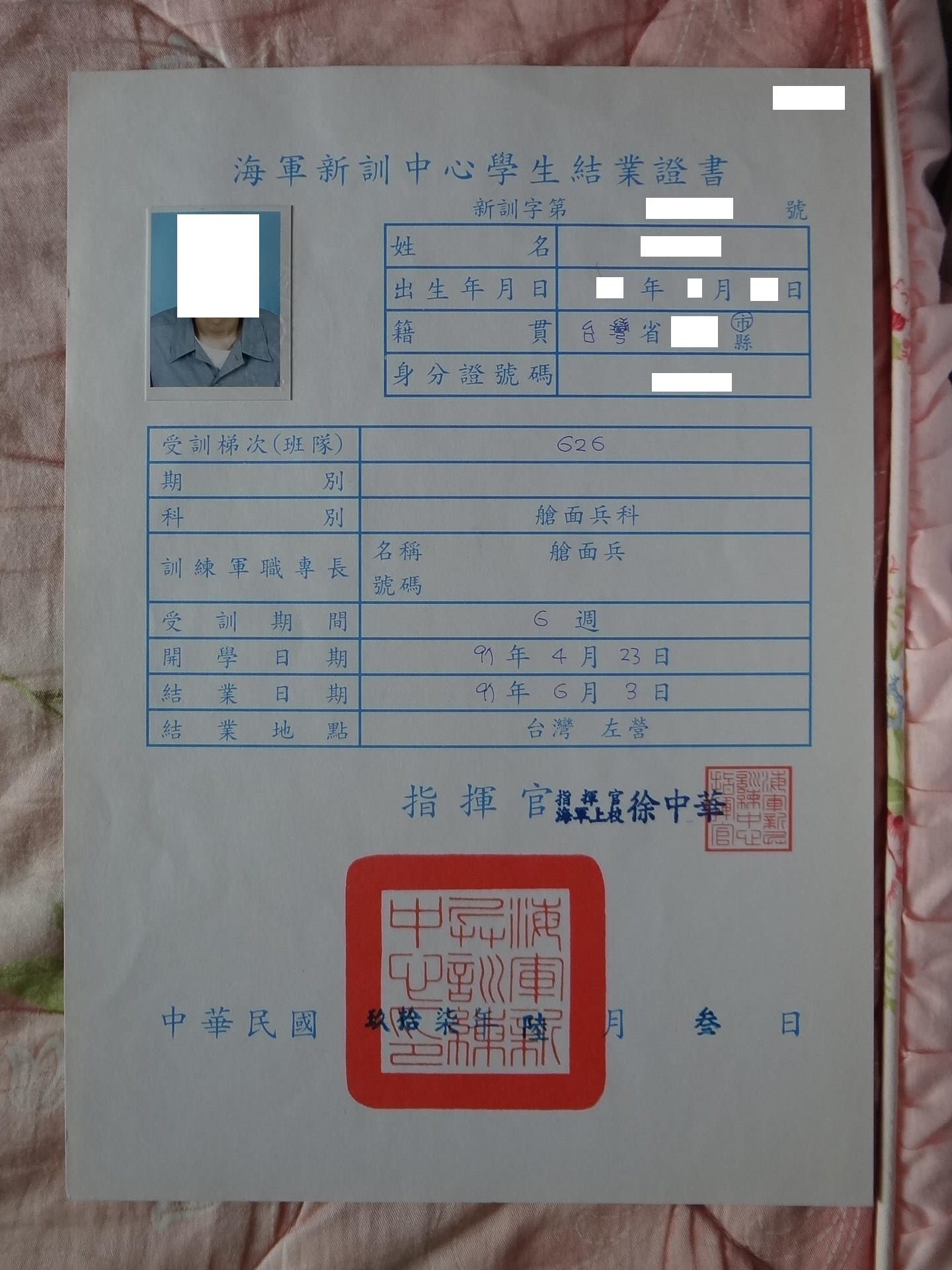
海軍新兵訓練中心學生結業證書

指揮官
上校一人。
參謀主任
中校一人。
政戰處長
中校一人。
政戰綜合科
負責政戰課程規劃、福利服務、心理輔導。
作戰訓練科
負責新兵教育訓練課程之計畫、執行、考核。
人事行政科
負責人事行政。
新兵第一大隊
置中校一人任大隊長，少校或上尉一人任大隊輔導長。大隊部下轄：第一中隊、第二中隊、第三中隊、第四中隊。
各中隊置少校或上尉一人任中隊長，中尉或少尉一人任輔導長，中隊士官長一人，中士或下士四人至五人任教育班長。
新兵第二大隊
置中校一人任大隊長，少校或上尉一人任大隊輔導長。大隊部下轄：第五中隊、第六中隊、第七中隊、第八中隊。
各中隊置少校或上尉一人任中隊長，中尉或少尉一人任輔導長，中隊士官長一人，中士或下士四人至五人任教育班長。
直屬中隊
唯一獨立的中隊，執行各項勤務支援工作，並集中管理同一梯次結訓之新兵。結訓之新兵均在此等待分發各部隊。勤務支援工作包括環境清潔、修剪花木、拔除雜草、大門衛兵等。
醫務所
負責官兵之診療。設診療室、藥局、掛號室、急診室與病房，置醫官與醫務士。新兵必須由所屬中隊幹部帶隊至此看診，離開時亦同。凡在此難以診斷、或須進一步檢查之新兵，醫師將開立轉診單，交由所屬中隊幹部陪同至國軍高雄總醫院左營分院看診。
心理輔導中心
負責提供心理輔導。置志工媽媽、心理輔導官與心理輔導教師。

## 設施
指揮部行政大樓
指揮官、參謀主任、政戰處長與各科辦公的地方。
值日官室
值日官辦公與監督大門衛兵執勤的地方。
警衛室
大門衛兵待命的地方。
中正堂
舉行各項大型會議、講習及綜合性座談的地方。新兵在此體檢與抽籤決定結訓後分發的部隊。
莒光廳
辦理各項室內文藝康樂活動的地方，也有會客室的功能。2010年代，萊爾富便利商店在此設立「高市海軍店」。
政教樓
各中隊上莒光日課程的地方。
游泳池
各中隊上游泳與水上救生課程（含乾舷跳水）的地方。
救火場
各中隊上滅火課程的地方。
堵漏場
各中隊上堵漏課程的地方。
模型船
模擬泊港艦艇艙面基本結構的混凝土建築，新兵在此模擬艦艇禮節、進出港部署、備戰部署。
大隊餐廳
各大隊各有一棟大隊餐廳，依隊名分別命名為「第×大隊餐廳」。同一大隊的幹部與新兵，不分軍階，集中在所屬大隊餐廳用餐。懇親會與放假期間，大隊餐廳不供餐。
學兵宿舍
各大隊各有兩棟學兵宿舍，直屬中隊有一棟學兵宿舍，同一中隊的幹部與新兵均集中住宿。每棟學兵宿舍樓高三層，均設中隊長室、輔導長室、班長寢室、學兵寢室、補給庫房、輕武器庫、中山室。中隊長室與輔導長室都是辦公室兼寢室，與艦艇單位的艦長室相同。大隊部均設於兩棟學兵宿舍中一棟的中央區域，大隊長室與大隊輔導長室則不明。第一中隊與第四中隊使用同棟宿舍，第二中隊與第三中隊使用同棟宿舍，以下類推至除直屬中隊外最後一個中隊。各中隊以該隊宿舍前廣場為中隊集合場。除直屬中隊外，各中隊新兵依學號順序輪值該隊宿舍衛兵。
青翠湖
直屬中隊學兵宿舍前的湖泊。
國軍五０三營站
唯一的營站，販售熱食、飲料與新兵日用品。
左營新訓中心郵局
中華郵政高雄郵局設立的郵局，局號為「高雄22支」。2010年（民國99年）5月25日，該局被裁撤，所有業務併入左營軍港郵局，但保留郵務服務窗口與自動櫃員機。

## 特殊用語

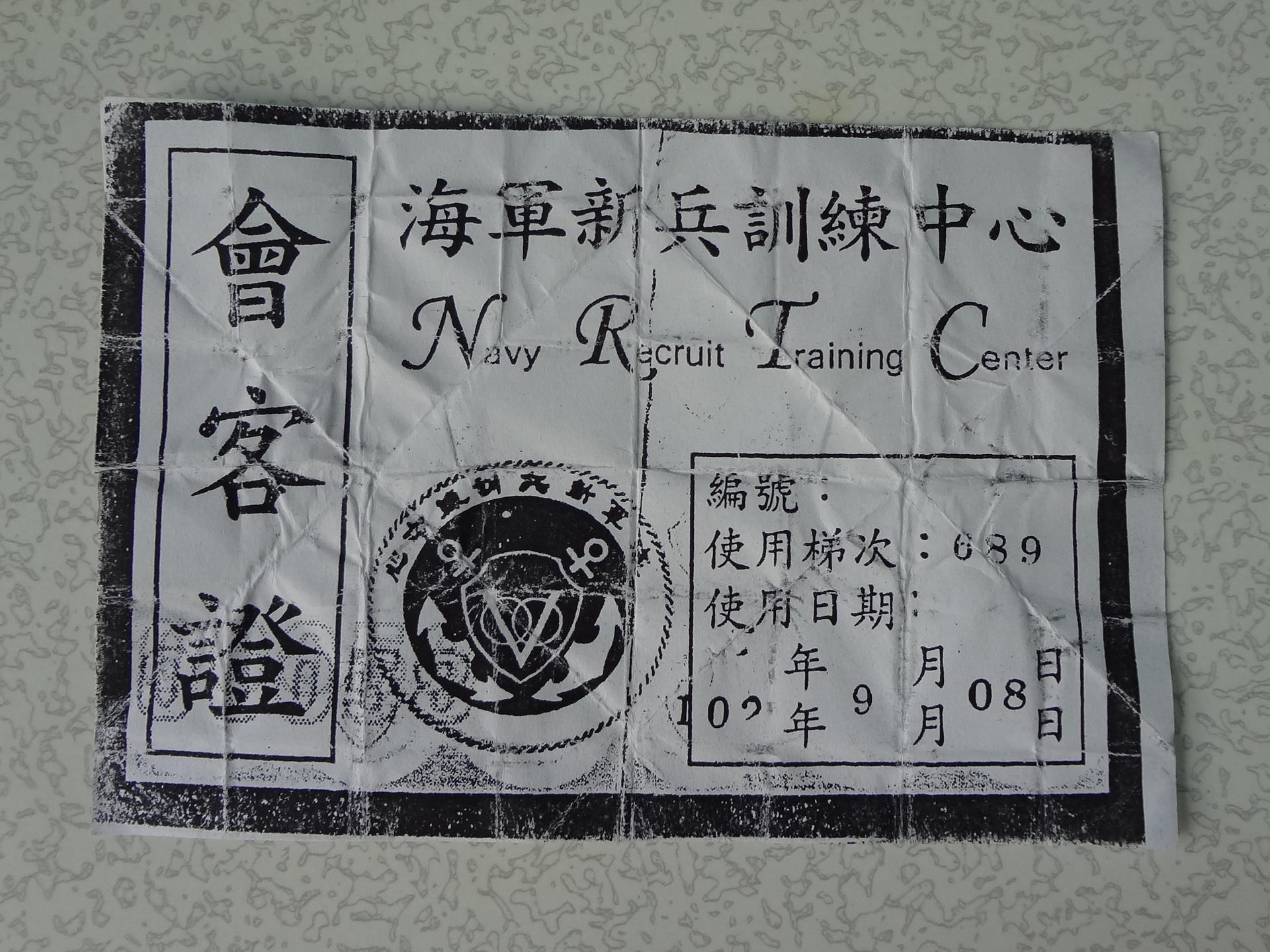
海軍新兵訓練中心懇親會會客證

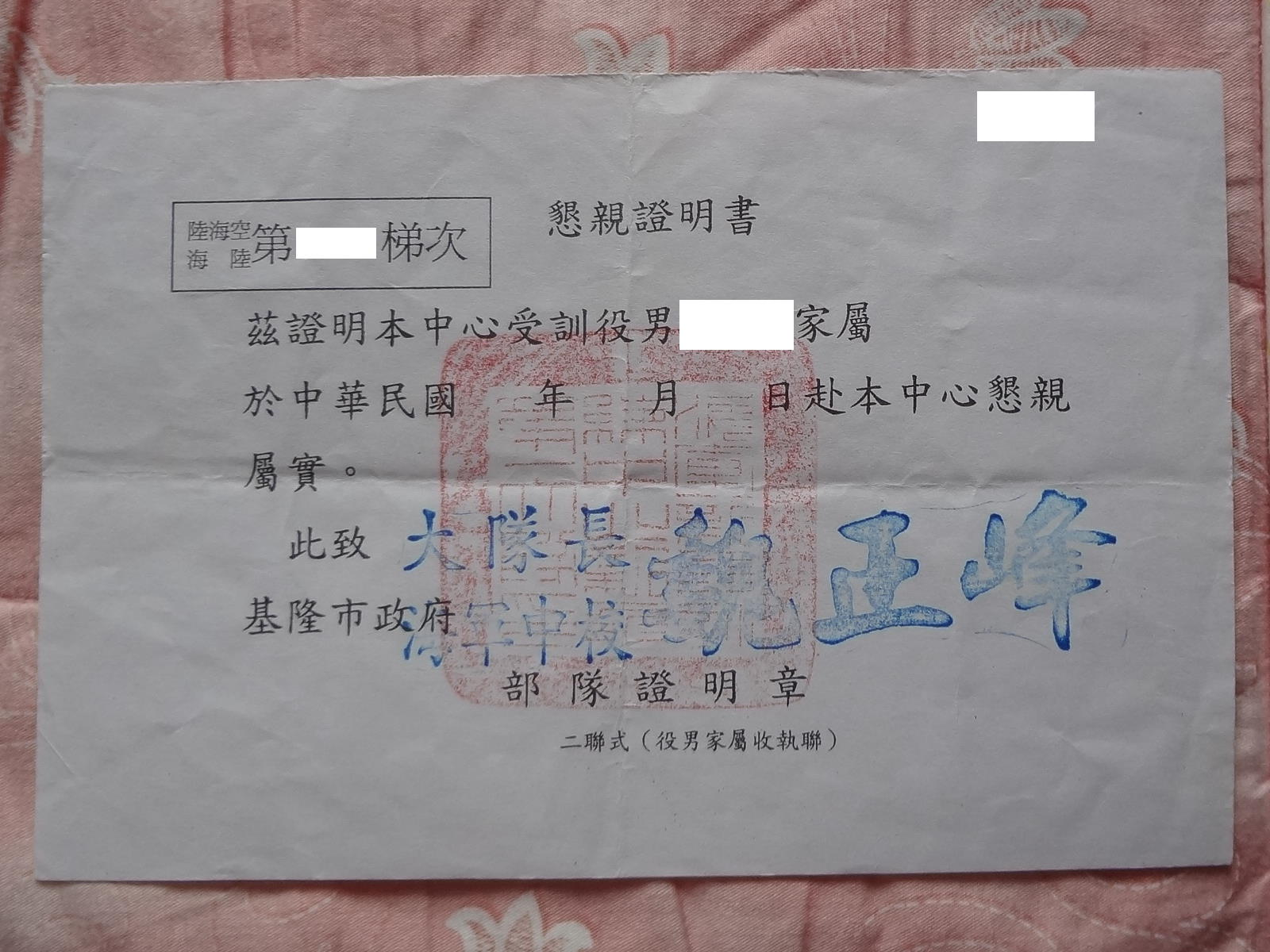
海軍新兵訓練中心懇親證明書

當值班長
即各中隊的教育班長每日輪流擔任的值星班長。海軍的「當值」與陸軍的「值星」是同義詞。當值班長只在左肩佩戴藍底白字「當值班長」臂章，不披值星帶。
軍證、假條
「軍證」即中華民國軍人身分證。「假條」是請假單的請假人存根聯，必須於請假前送交大隊部，蓋印大隊印與大隊長簽字章。放假期間，請假人必須隨身攜帶軍證與假條，以備憲兵查驗。
點放
懇親會後至結訓典禮前的每星期日上午至下午，各中隊的新兵與教育班長都能享有的放假班，稱為「點放」。教育班長會帶領隊上新兵集合，沿海軍左營基地中海路走至中海哨，確認新兵均有攜帶軍證與假條，下令新兵從中海哨跑出海軍左營基地。隊上新兵全部跑出以後，教育班長帶至中海哨附近的指定地點再次整隊，確認人數正確後解散，開始放假。
收假時，各中隊的新兵與教育班長各自在海軍左營基地四海哨附近的指定地點集合整隊，確認新兵均有攜帶軍證與假條，下令新兵從四海哨跑進海軍左營基地。隊上新兵全部跑進以後，教育班長再次整隊並確認人數正確，沿海軍左營基地四海路帶回中隊集合場收假。
影子答數
各中隊的教育班長帶領全隊新兵喊的具有娛樂性質的答數，以「精神答數」（全文：「雄壯、威武、嚴肅、剛直、安靜、堅強、確實、速捷、沉著、忍耐、機警、勇敢」）變化而來，通常選在原地踏步時喊。教育班長喊「特別——答數」，全隊新兵齊喊特別答數首字「雄」後默唸答數，笑點在於最後齊喊特別答數末字「敢」（與髒話「幹」音近）。一喊「敢」字，全隊沒有不立即笑的。
四項管道、三項操演
同一梯次新兵訓練期的最後一星期，海軍教育訓練暨準則發展指揮部測驗考核中心會派遣測考官赴各中隊，以「全員普測」方式實施結訓驗收；結訓驗收科目為「救生衣」、「防毒面具」、「聲力電話」與「心肺復甦術」，合稱「四項管道」。三項操演分別是「徒手基本教練」、「模型船部署」、「堵漏操演」。
各級艦艇的救生衣與防毒面具不盡相同，所以新兵分發至各級艦艇以後仍然必須重新學習使用方法。聲力電話分為頭戴式與壁掛式，新兵要學習的是頭戴式的使用方法；壁掛式使用方法與一般電話機相近。

## 外部連結
- 海軍新兵訓練中心 （页面存档备份，存于）